# Димитрина Савова
Димитрина Симеонова Савова е българска актриса, родена в град Пирдоп на 12 април 1926 г., починала на 25 април 2011 година. Тя произхожда от забележителен пирдопски род.
Дядо Димитър Савов – опълченец, депутат в Учредителното събрание в Търново, първи кмет на Пирдоп. Баща Симеон Савов – адвокат и известен пирдопски общественик, главен инициатор за построяването на училището и читалището. Майката Цона – учителка и директорка на училището в Челопеч, през 1948 г. прекарва 9 месеца в Белене, за да бъде този факт причина да се отнемат адвокатските права на съпруга ѝ.

## Кариера
През 1950 г. завършва НАТФИЗ „Кр. Сарафов“, актьорско майсторство при проф. Георги Стаматов (актьор).
Работи в Народен театър „Иван Вазов“ (1950-1951), Драматичен театър „Адриана Будевска“ Бургас (1953-1959) под режисурата на Юлия Огнянова, с която имат специална творческа връзка, Вили Цанков, Методи Андонов, Николай Люцканов, Леон Даниел, където прави най-забележителната си роля на Майка Кураж от Б. Брехт и според Брехтовия институт е най-младата изпълнителка на тази роля. Работи в Народен театър за младежта (1959-1961), в Русенски драматичен театър в Русе (1961-1964), в Драматичен театър - Пловдив (1964-1977), като това е един от най-силните ѝ творчески периоди, под режисурата на Любен Гройс. През този период получава и две национални награди – за Дойката от „Ромео и Жулиета“ и за ролята ѝ на баба Митра в „Албена“. Работи и в Театър „София“ (1977-1981) След пенсионирането си е актриса на свободна практика.
Направила е десетки роли в театъра и киното – Султана от „Железният светилник“, Бернарда Алба от „Домът на Бернарда Алба“ от Ф. Г. Лорка, монахинята Евпраксия от „Реквием за Апостола“ по романа на Яна Язова, баба Гюргя от „Цената на златото“ на Генчо Стоев.
Почетен гражданин на град Пирдоп от 22.04.1999 г.

## Награди и отличия
- Орден „Кирил и Методий“ – II степен.
- „Лауреат“ на I фестивал на художественото слово.
- „Почетен гражданин на Пирдоп“.

## Театрални роли
- „Големанов“ (Ст. Л. Костов) – Илиева
- „Майка Кураж и нейните дъщери“ (Бертолд Брехт) – Ана Фирлинг
- „Преспанските камбани“ (Димитър Талев) – Султана
- „Мизантроп“ (Молиер) – Арсиноя

ТВ театър
- „Опасният завой“ (1981) (Джон Пристли)
- „Осем жени“ (1980) (Роберт Тома)

## Филмография
| Година      | Филми и Сериали                                                                   | Серии  | Копродукции               | Роля                                                                                        |
| ----------- | --------------------------------------------------------------------------------- | ------ | ------------------------- | ------------------------------------------------------------------------------------------- |
| 1995        | Хищна птица („Bird of Prey“)                                                      |        | САЩ/ България             | Анастасия                                                                                   |
| 1993        | „Цикълът Сименон“ („Cycle Simenon“)                                               | 5      | Франция                   | (в IV серия: „Les gens d'en face“)                                                          |
| 1992        | Криза в Кремъл („Crisis in the Kremlin“) Червената мишена (алтернативно заглавие) |        | САЩ                       | майката на Владимир                                                                         |
| 1991        | Дали́ („Dalí“)                                                                     |        | Испания/България          | секретарка                                                                                  |
| 1991        | О, Господи, къде си?                                                              |        |                           | пациентка                                                                                   |
| 1990        | Живот на колела (тв сериал)                                                       | 5      |                           |                                                                                             |
| 1990        | Под игото (тв сериал)                                                             | 9      | България/Унгария          |                                                                                             |
| 1989        | Пазачът на планетата (тв сериал)                                                  | 2      |                           |                                                                                             |
| 1989        | Меги                                                                              |        |                           |                                                                                             |
| 1986        | Характеристика                                                                    |        |                           |                                                                                             |
| 1986        | Денят на владетелите                                                              | 2      |                           | Докуми, грижещата се за Шерма                                                               |
| 1986        | От другата страна на слънцето                                                     |        |                           |                                                                                             |
| 1984        | На другия бряг е свободата („Na druhom brehu sloboda“)                            |        | Чехословакия/България/ГФР | майката на Боян                                                                             |
| 1984        | Малкият Содом                                                                     |        |                           | Ленчето, вуйната на Митя                                                                    |
| 1984        | В името на народа (тв сериал)                                                     | 8      |                           |                                                                                             |
| 1983        | Фалшификаторът от „Черния кос“ (тв сериал)                                        | 3      |                           | Василева (не е посочена в надписите на филма)                                               |
| 1982        | Почти ревизия (тв сериал)                                                         | 4      |                           | майката на Василена                                                                         |
| 1981        | Милост за живите                                                                  |        |                           |                                                                                             |
| 1980        | Боянският майстор (тв сериал)                                                     | 2      |                           |                                                                                             |
| 1979        | Хора и богове (тв сериал)                                                         | 3      |                           | Вера Андреева, ръководител на групата на Горбачевски                                        |
| 1979        | Трини („Trini“)                                                                   |        | ГДР                       | Амброзия                                                                                    |
| 1978        | Певецът („El cantor“)                                                             |        | ГДР                       |                                                                                             |
| 1976        | Реквием за една мръсница (тв сериал)                                              | 2      |                           | майката на Марго (в I серия: „Синята безпределност“) (не е посочена в надписите на серията) |
| 1974        | Баш майсторът (тв)                                                                |        |                           |                                                                                             |
| 1974        | Белимелецът                                                                       |        |                           | чорбаджийката                                                                               |
| 1967 – 1974 | Произшествие на сляпата улица (тв сериал)                                         | 6      |                           | голямата леля на Роза (във III серия: „Самопризнание“ - 1974)                               |
| 1973        | ...И дойде денят                                                                  |        |                           |                                                                                             |
| 1973        | Дъщерите на началника                                                             | 2      |                           | майката на Искра                                                                            |
| 1973        | Такава смърт няма (тв)                                                            |        |                           | майката на Миладин                                                                          |
| 1969, 1971  | На всеки километър (тв сериал)                                                    | 26     |                           | (в III серия: „Пеещият часовник“ – 1969)                                                    |
| 1969        | Осмият                                                                            |        |                           | член на окръжния комитет на партията                                                        |
| 1969        | Свобода или смърт                                                                 |        |                           | селянка                                                                                     |
| 1969        | Скорпион срещу Дъга                                                               |        |                           | (не е посочена в надписите на филма) братовчедката на Сандо                                 |
| 1968        | Танго                                                                             |        |                           | снахата Куна                                                                                |
| 1968        | Случаят Пенлеве                                                                   | 3 нов. |                           | Магда, жената на бай Стоян (в I новела: „Музиканти“)                                        |
| 1968        | Шибил                                                                             |        |                           | Женда                                                                                       |
| 1965        | Вула                                                                              |        |                           |                                                                                             |
| 1956        | Ребро Адамово                                                                     |        |                           | Айша (Айшенко)                                                                              |
| 1954        | Снаха                                                                             |        |                           | Добра                                                                                       |
| 1954        | Песен за човека                                                                   |        |                           |                                                                                             |
| 1952        | Под игото                                                                         |        |                           |                                                                                             |